# Lynis

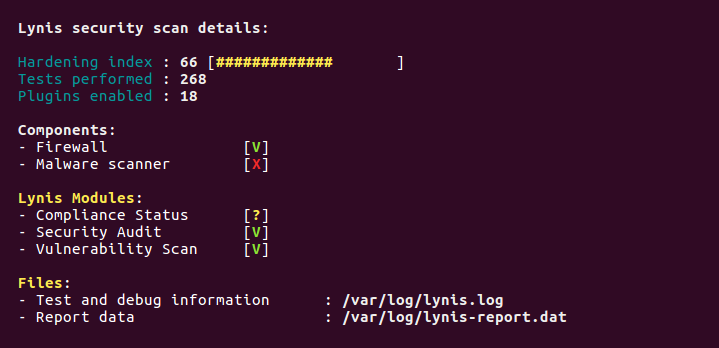

Lynis는 리눅스나 유닉스 계열에서 사용되는 시스템 보안 감사 도구이다. 이것은 시스템 관리자와 보안 전문가가 시스템과 보안 방어책을 스캐닝하며 시스템 하드닝이라고 불리는 과정을 도와준다. 이 소프트웨어는 구체적인 운영 체제 종류와 설치된 패키지, 시스템과 네트워크 설정을 결정한다. 추가적으로 시스템의 보안 이슈와 설정 오류를 검사한다.
이 소프트웨어는 유닉스 계열 시스템에서 자동화된 감사, 소프트웨어 패치 관리, 서버 하드닝과 취약점/악성코드 스캐닝을 돕는다. 이것은 설치될 수도 있고, USB나 CD 또는 DVD 같은 디스크에서 직접적으로 실행될 수도 있다.
일반적인 사용자는 감사자, 보안 전문가, 침투 테스터 그리고 시스템/네트워크 관리자이다.

## 개발
이 도구는 rkhunter의 개발자인 Michael Boelen가 만들었다. Lynis는 GPLv3 라이센스 하에서 사용 가능하다.

## 같이 보기
- Chkrootkit
- 자유-오픈 소스 소프트웨어 패키지 목록
- 칼리 리눅스